# Ben Affleck
Ben Tom Affleck, all'anagrafe Benjamin Géza Affleck-Boldt (Berkeley, 15 agosto 1972), è un attore, regista, sceneggiatore e produttore cinematografico statunitense.
Ha acquisito visibilità presso il grande pubblico con i ruoli in Generazione X e in Will Hunting - Genio ribelle. Fra i vari riconoscimenti ricevuti, un Oscar alla migliore sceneggiatura originale nel 1998, una Coppa Volpi nel 2006 e un Oscar al miglior film nel 2013. Oltre ai lungometraggi sopracitati, è principalmente noto per i ruoli ricoperti in Pearl Harbor e in Argo (del quale è anche regista e produttore), nonché per essere l'interprete di Bruce Wayne / Batman all'interno del DC Extended Universe.

## Biografia
Nato nella città di Berkeley, California, a tre anni si trasferisce con i genitori nel Massachusetts, dapprima nella cittadina di Falmouth, che darà i natali al fratello minore Casey, quindi a Cambridge. In alcune interviste ha raccontato di essere di origini irlandesi e di aver ricevuto il secondo nome Géza in onore di un amico ungherese di famiglia. L'attore ha rivelato di aver avuto un rapporto difficoltoso con il padre Timothy, dal quale la madre di Affleck divorziò nel 1987 a causa dei suoi problemi di alcolismo.
In gioventù coltiva la passione per la recitazione e la regia assieme al fratello Casey e all'amico Matt Damon, suo compagno di scuola presso la Cambridge Rindge & Latin High School. Dopo aver conseguito il diploma, studia per un breve periodo spagnolo presso l'università del Vermont, scegliendo poi di trasferirsi nel 1990 all'Occidental College di Los Angeles, dove si laurea in politiche mediorientali.

### Esordi e primi successi (1992-2001)
Dopo un trascorso adolescenziale costellato da brevi apparizioni in spot commerciali (tra cui una pubblicità di Burger King) e show televisivi, a partire dai vent'anni di età Affleck comincia a comparire in produzioni di medio-calibro: si segnalano, in particolare, ruoli comprimari in Scuola d'onore (1992) e nel serial Against the Grain (1993), oltre a una comparsa non accreditata in Buffy l'ammazzavampiri (1992). Nel 1995 viene quindi scritturato nel ruolo di Shannon Hamilton per il film Generazione X, presso il set della quale pellicola fa la conoscenza di Kevin Smith, che lo seleziona come attore protagonista per la commedia In cerca di Amy, distribuita nel 1997 e ben recepita dalla critica cinematografica. Nello stesso anno, Affleck si distingue nuovamente con il film Vivere fino in fondo, del quale è attore protagonista.

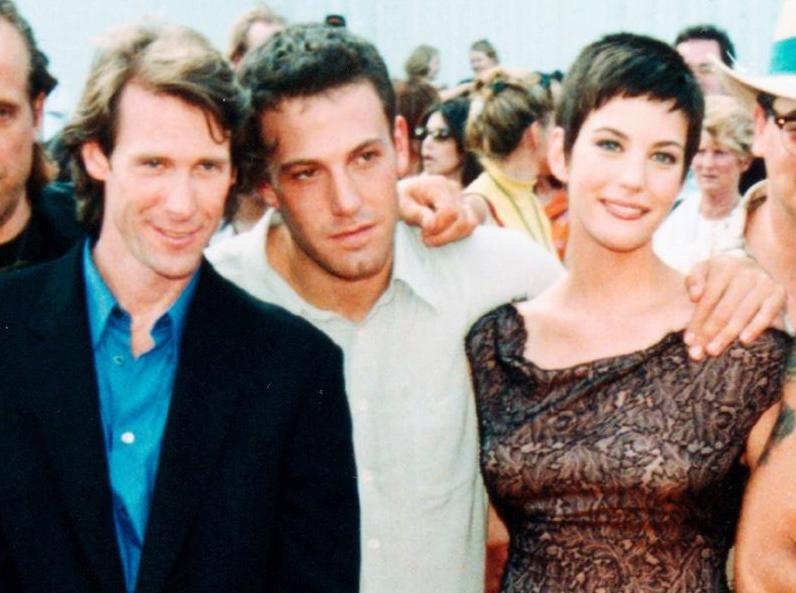
Ben Affleck (al centro) assieme a Michael Bay e Liv Tyler alla première di Armageddon (1998)

Contestualmente agli esordi attoriali, a partire dal 1992 Ben Affleck lavora a quattro mani con Matt Damon alla stesura della sceneggiatura del futuro Will Hunting - Genio ribelle. Nel 1994 i due vendono la sceneggiatura alla Castle Rock Entertainment; i diritti passano successivamente a Miramax, convinta dallo stesso Affleck ad appropriarsi dei diritti dell'opera. Il film viene infine prodotto e distribuito nel 1997, venendo accolto con entusiasmo e piacere dalla critica, che elogia sia la sceneggiatura di Affleck e Damon sia le loro rispettive interpretazioni, oltreché quella di Robin Williams. Il successo al botteghino dell'opera è accompagnato dal conseguimento di diversi riconoscimenti: Affleck e Damon, in particolare, si aggiudicano un Golden Globe per la migliore sceneggiatura e un Premio Oscar alla migliore sceneggiatura originale. Tutt'oggi vanta così il primato di più giovane vincitore di un Oscar nella detta categoria (25 anni di età).
Il plauso ricevuto per Will Hunting consente ad Affleck di ottenere ruoli di maggiore spessore: nel 1998 è membro, nonostante qualche riserva espressa dal regista Michael Bay, del cast di Armageddon - Giudizio finale; nello stesso anno recita nell'applaudito Shakespeare in Love, passando poi per Dogma (1999), Bounce (2000) e molteplici altre pellicole. Nel 2001 recita come attore protagonista in Pearl Harbor, non riuscendo tuttavia a convincere pienamente la critica nonostante il generale apprezzamento per il film.

### Il declino momentaneo, la ripresa e l'esordio alla regia (2002-2011)

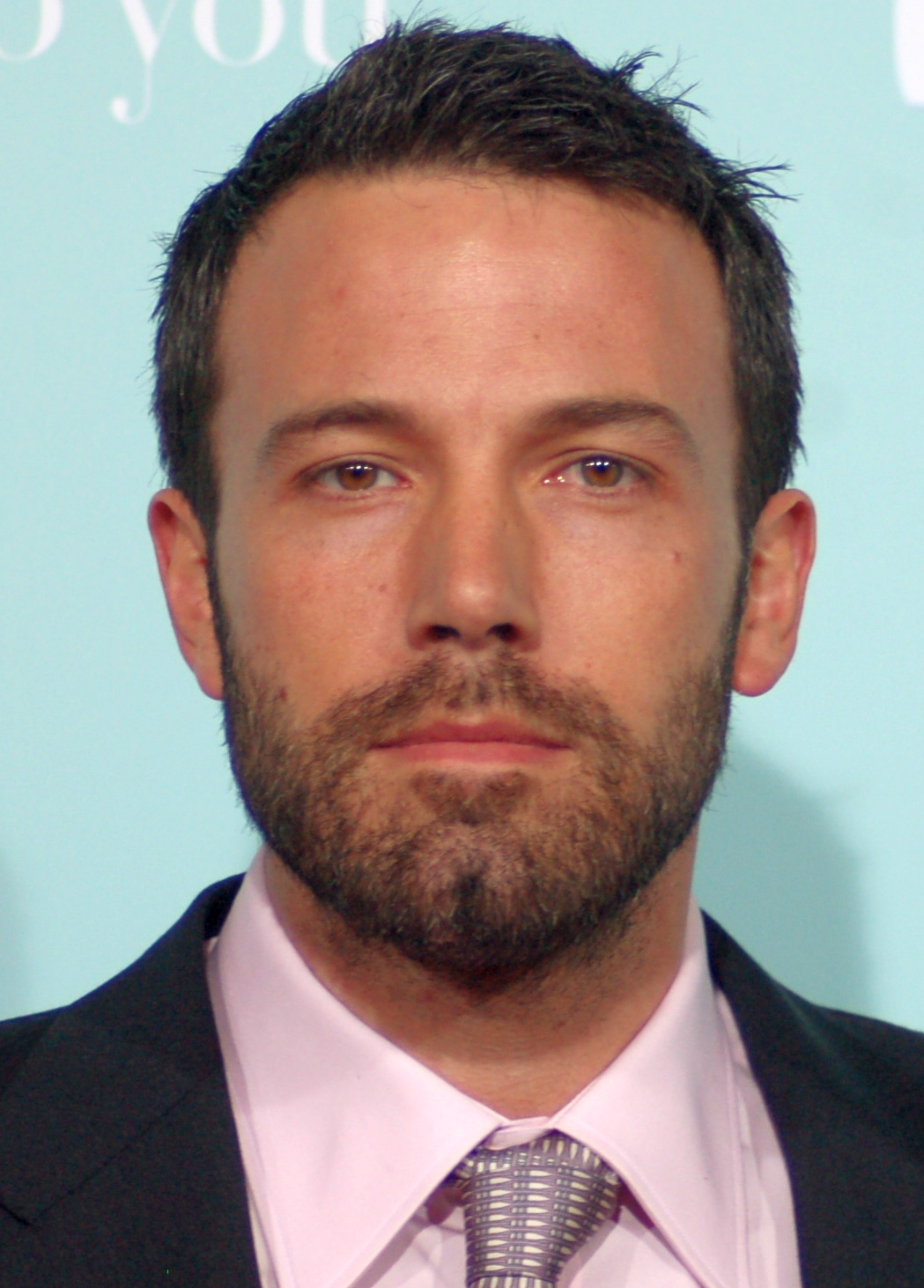
Ben Affleck alla prima di La verità è che non gli piaci abbastanza (2009)

Nei primi anni duemila Affleck entra nel cast di Daredevil come interprete dello stesso Matthew Murdock / Daredevil, del quale personaggio l'attore si è definito appassionato sin dall'adolescenza. La pellicola viene distribuita nel 2003: pur risultando un successo al botteghino, essa riceve recensioni perlopiù negative da parte della critica, tanto che diversi anni più tardi lo stesso Affleck ha ammesso di essersi pentito di aver interpretato il supereroe cieco. Nello stesso periodo Affleck avvia una relazione con la cantante Jennifer Lopez, a fianco della quale recita in Amore estremo - Tough Love, pellicola ampiamente disprezzata da pubblico e critica, tanto da ricevere ben 10 nomination ai Razzie Awards (in aggiunta a quella già ricevuta da Affleck come interprete di Daredevil). Le testate giornalistiche addette al settore hanno frequentemente descritto questa fase della carriera di Affleck come negativa, a causa dell'alto interesse nutrito dai mass media verso la vita privata dell'attore, oltreché per i suoi impegni artistici di dubbia qualità.
Affleck si ridesta dalla momentanea crisi artistica nel 2006, impersonando George Reeves nell'acclamata Hollywoodland, recitando nella quale pellicola l'attore conquista la Coppa Volpi per la migliore interpretazione maschile in occasione della 63ª Mostra del cinema di Venezia. Parallelamente, Affleck intraprende anche il percorso di regista, realizzando nel 2007 il film Gone Baby Gone, apprezzato dalla critica. A seguito di tale debutto, Affleck esprime la volontà di concentrarsi sulla regia e sulla produzione cinematografica, pur continuando a ricevere incarichi di tipo attoriale. Nel 2010 è quindi la volta di The Town, che la critica accoglie ancor più favorevolmente. La pellicola rappresenta inoltre un punto d'avvio per una lunga collaborazione tra il regista e Warner Bros.

### La consacrazione artistica e il DCEU (2012-2017)

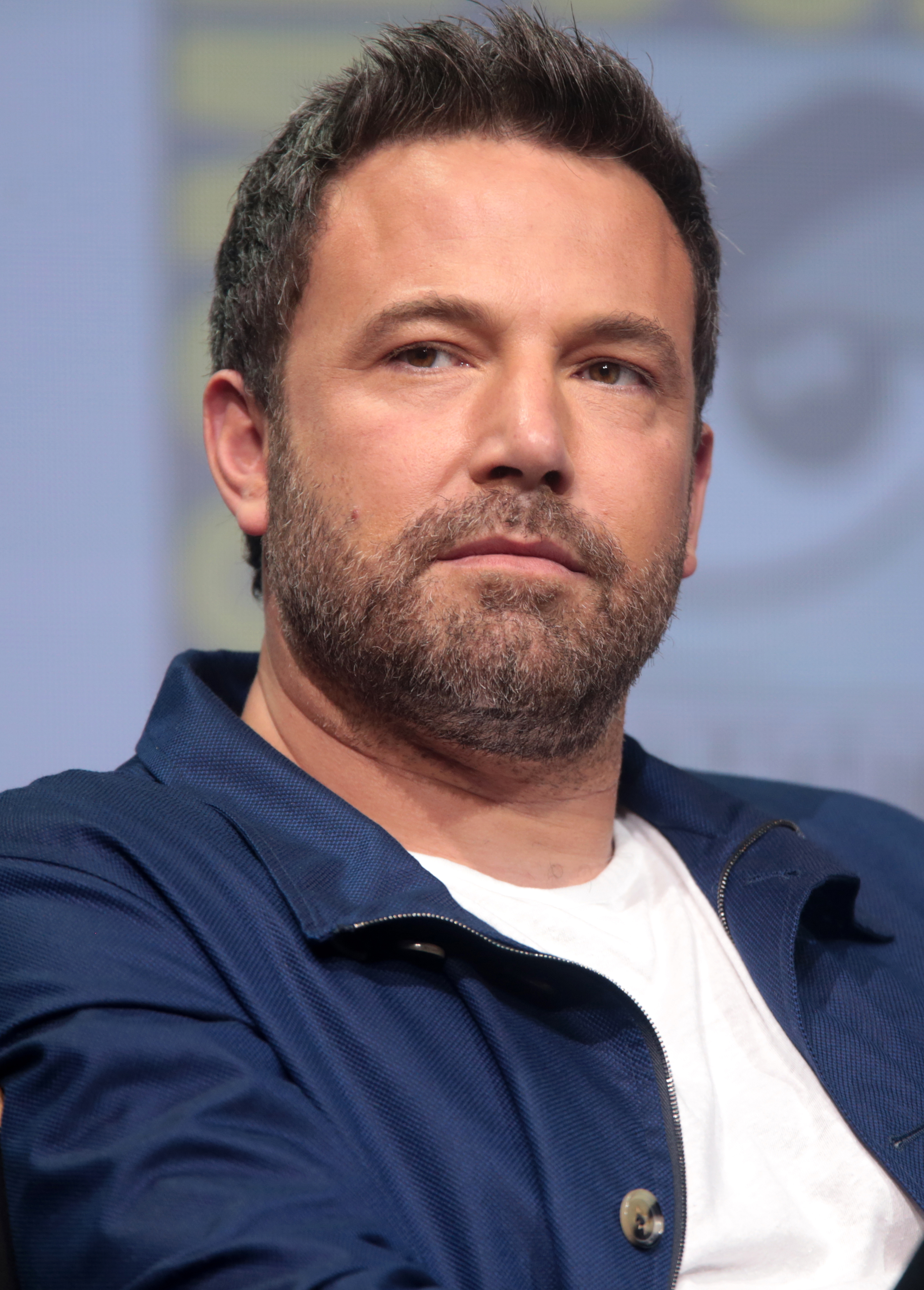
Ben Affleck nel 2017

Nei primi anni duemiladieci Affleck dirige e produce Argo, pellicola incentrata sulla crisi degli ostaggi in Iran del 1979-1981. Il film, distribuito nelle sale nel 2012, riscuote ampio successo, riscattando definitivamente l'immagine artistica di Affleck. Argo vale ad Affleck la vittoria del suo secondo Oscar in carriera, questa volta per il miglior film; in aggiunta a ciò, ottiene in veste di regista del film un Golden Globe, un Directors Guild of America Award e un Premio BAFTA, divenendo il primo artista a ottenere i suddetti tre riconoscimenti per la regia di un film senza aver mai ricevuto candidature alla miglior regia nei Premi Oscar.

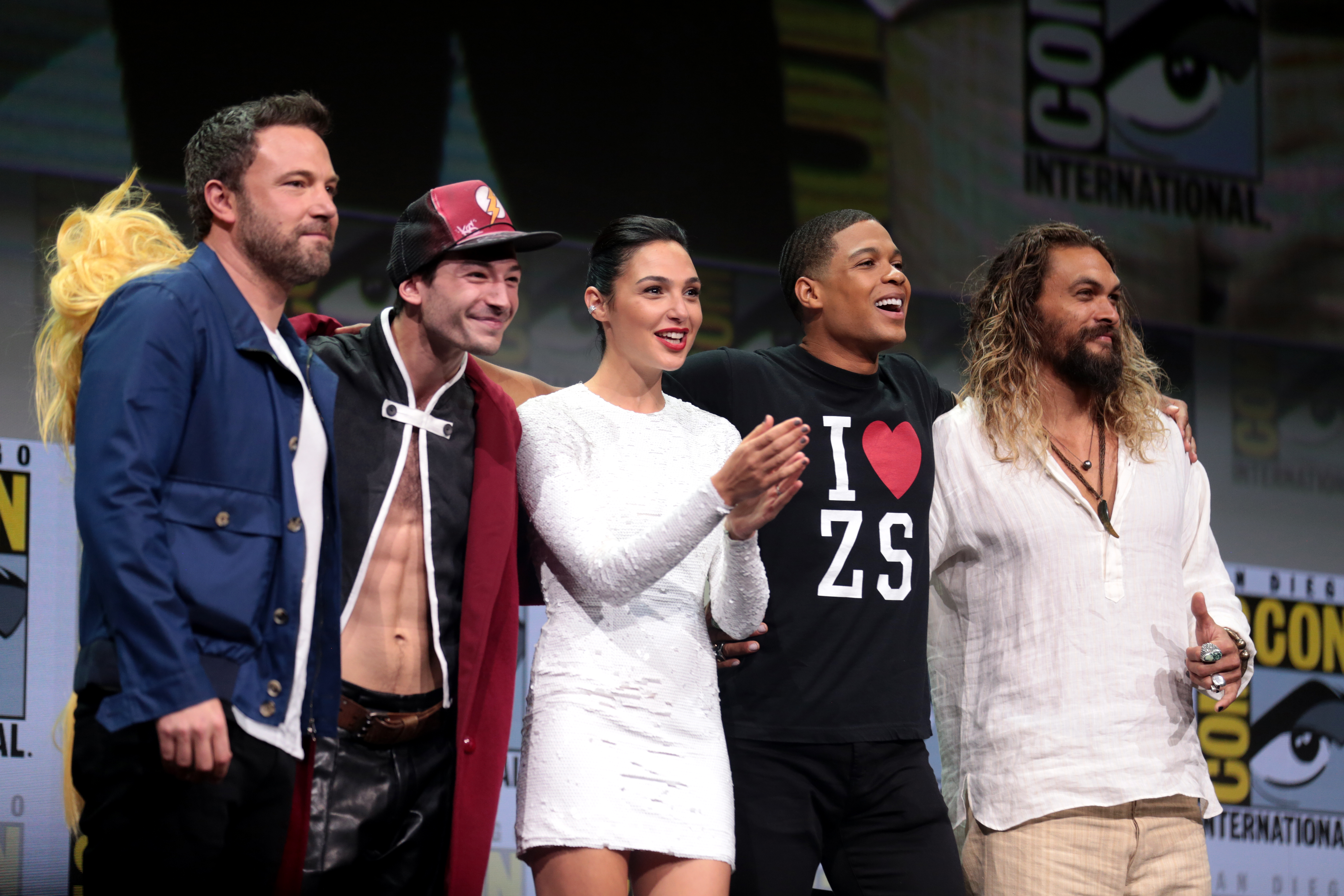
Ben Affleck (a sinistra) assieme a parte del cast di Justice League (2017)

Ad appena un mese dall'annuncio della realizzazione in essere di un sequel del film L'uomo d'acciaio, incentrato sull'incontro tra Batman e Superman, nell'agosto 2013 Affleck viene ufficialmente annunciato come nuovo interprete di Bruce Wayne / Batman, raccogliendo il testimone lasciato da Christian Bale, entrando così a far parte del DC Extended Universe. Debutta ufficialmente nei panni dell'Uomo Pipistrello nel 2016, in occasione di Batman v Superman: Dawn of Justice, nel quale si distingue per un'interpretazione discreta ma comunque non tanto criticata quanto la pellicola in sé. Ricompare nello stesso ruolo nella post-credit scene del film Suicide Squad (2016), quindi in un ruolo di maggiore spicco in Justice League (2017).
Il biennio 2016-2017 rappresenta, per ammissione dello stesso Affleck, una fase negativa per la sua vita: la produzione travagliata di Justice League si somma infatti al divorzio dalla moglie Jennifer Garner, un insieme di circostanze che causa ad Affleck stesso problemi di alcolismo. Nel 2017 va inoltre definitivamente in fumo l'ambizioso progetto The Batman, un nuovo lungometraggio di cui Affleck avrebbe dovuto essere autore (assieme a Matt Reeves), regista, produttore e attore protagonista (verrà invece realizzata un'omonima trasposizione esterna al DCEU).

### Nuovi progetti e ritorno al DCEU (2018-)
Dopo un periodo di prolungata lontananza dal grande schermo sia come attore sia come regista a causa di vicende personali, Affleck torna a recitare in occasione di Triple Frontier nel 2019. È tuttavia con Tornare a vincere (2020) che Affleck riguadagna il plauso della critica. Le lodevoli prestazioni dell'attore si riconfermano in The Last Duel (2021), che vale ad Affleck una candidatura al Golden Globe per il migliore attore protagonista, e ne Il bar delle grandi speranze (2021), che gli frutta una candidatura al Golden Globe per il miglior attore non protagonista.
Parallelamente ai nuovi impegni attoriali, Affleck prende parte attiva nella petizione #ReleasetheSnyderCut avviata dai fan del DCEU alla luce delle ricorrenti fughe di notizie sui retroscena della rovinosa produzione di Justice League, mirata nello specifico a convincere Warner Bros. a distribuire una riedizione del film che fosse fedele alla visione originale del regista Zack Snyder, culminata poi nell'effettiva realizzazione e distribuzione di Zack Snyder's Justice League (2021), cui Affleck stesso partecipa. L'impegno di Affleck all'interno del DCEU si conclude con il film The Flash, diretto da Andy Muschietti, distribuito nelle sale nel 2023.

## Vita privata
Tra il 1997 e il 2000 Affleck è stato legato sentimentalmente all'attrice Gwyneth Paltrow, a fianco della quale lavora in occasione di Shakespeare in Love e di Bounce. Dal 2002 al 2004 fu invece legato alla cantante Jennifer Lopez, formando una coppia frequentemente tormentata dai gossip media. Nel 2005 ha sposato l'attrice Jennifer Garner, sua collega in Daredevil: dall'unione sono nati tre figli. Nel 2015 i due hanno annunciato pubblicamente l'intenzione di separarsi, e hanno infine divorziato nel corso del 2017. Dopo una breve relazione con l'attrice Ana de Armas nel corso del 2020, nel 2021 si lega nuovamente a Jennifer Lopez: nell'aprile 2022 la coppia annuncia il fidanzamento e a luglio dello stesso anno si sposa a Las Vegas. Nell'agosto 2024 la Lopez chiede il divorzio.
È un tifoso dei Boston Red Sox e dei New England Patriots. Giocatore appassionato di poker, nel 2004 si è distinto per la vittoria della California State Poker Championship, che gli è valsa la partecipazione di diritto al World Poker Tour dello stesso anno.
Si definisce agnostico. È un sostenitore del Partito Democratico statunitense. Nei primi anni duemila si è pubblicamente espresso a favore di un aumento del salario minimo e di organizzazioni sindacali all'interno degli ospedali di Boston. È favorevole al diritto di interruzione volontaria di gravidanza e all'abilitazione dei matrimoni tra individui dello stesso sesso. Sostiene il secondo emendamento della Costituzione statunitense.

### Filantropia

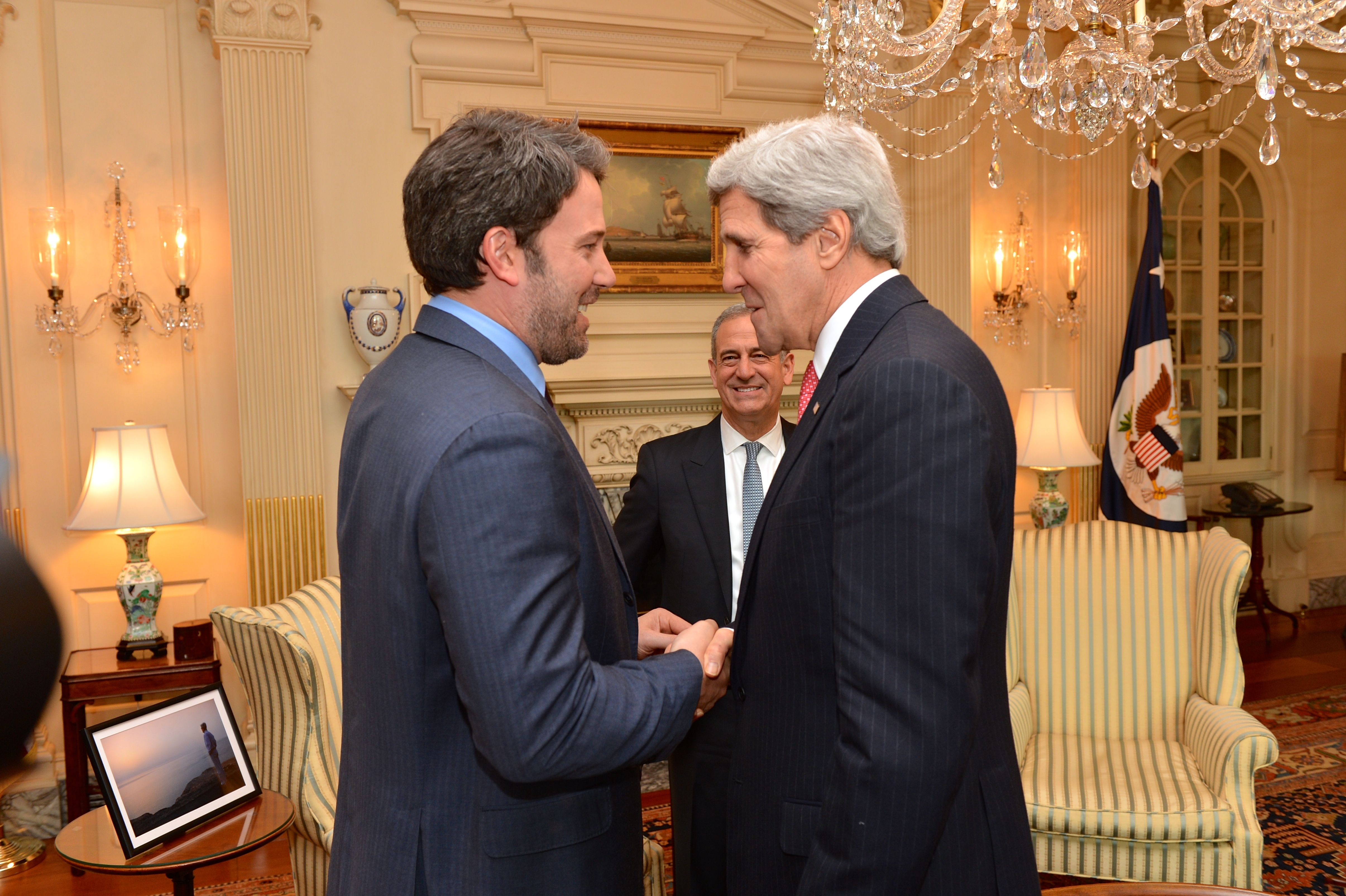
Affleck (a sinistra) a colloquio con l'allora segretario di Stato John Kerry (2014)

Nel 2010 fonda assieme a Whitney Williams, ex membro dell'amministrazione Clinton, l'organizzazione no-profit Eastern Congo Initiative, a sostegno delle attività di beneficenza congolesi. Affleck ha ripetutamente sostenuto la causa congolese attraverso editoriali pubblicati su importanti testate statunitensi, in aggiunta a incontri tenuti con commissioni e sottocommissioni senatorie.
Sostiene attivamente la lotta contro l'atassia-teleangectasia, al punto da aver fatto richiesta al Senato degli Stati Uniti d'America di supportare la ricerca staminale e di raddoppiare il budget a disposizione dei National Institutes of Health. Ha inoltre contribuito alla realizzazione di CinemAbility, un documentario distribuito nel 2013 incentrato su come l'industria cinematografica di Hollywood affronti la questione della disabilità.
Ha preso più volte parte come volontario all'operazione Gratitude, iniziativa volta a rifornire di provviste i soldati americani oltreoceano. È inoltre sostenitore attivo dell'organizzazione Paralyzed Veterans of America.

### Controversie
Nel 2014 è stato espulso da un casinò di Las Vegas perché sospettato di contare le carte al tavolo del blackjack, pratica non vietata ma di fatto mal vista dalla direzione dei casinò. Ha sempre negato di soffrire di dipendenza dal gioco d'azzardo, come invece sostenuto da diverse testate di gossip.
Ha sofferto cronicamente di alcolismo a partire dai quindici anni d'età. Nel 2001 è entrato in riabilitazione per la prima volta. Nel 2017, a seguito di una nuova crisi dovuta alle difficoltà incontrate sul set di Justice League e con l'ormai ex moglie Jennifer Garner, è entrato nuovamente in terapia. Nel 2018 torna in riabilitazione per la terza volta.

## Filmografia

### Attore
- The Dark End of the Street, regia di Jan Egleson (1981)
- L'uomo dei sogni (Field of Dreams), regia di Phil Alden Robinson (1989) - non accreditato
- Buffy - L'ammazzvampiri (Buffy - The Vampire Slayer), regia di Fran Rubel Kuzui (1992)
- Scuola d'onore (School Ties), regia di Robert Mandel (1992)
- La vita è un sogno (Dazed and Confused), regia di Richard Linklater (1993)
- Ultimo appello (Glory Daze), regia di Rich Wilkes (1995)
- Generazione X (Mallrats), regia di Kevin Smith (1995)
- Vivere fino in fondo (Going All the Way), regia di Mark Pellington (1997)
- In cerca di Amy (Chasing Amy), regia di Kevin Smith (1997)
- Will Hunting - Genio ribelle (Good Will Hunting), regia di Gus Van Sant (1997)
- Phantoms, regia di Joe Chappelle (1998)
- Armageddon - Giudizio finale (Armageddon), regia di Michael Bay (1998)
- Shakespeare in Love, regia di John Madden (1998)
- 200 Cigarettes, regia di Risa Bramon Garcia (1999)
- Piovuta dal cielo (Forces of Nature), regia di Bronwen Hughes (1999)
- Dogma, regia di Kevin Smith (1999)
- 1 km da Wall Street (Boiler Room), regia di Ben Younger (2000)
- Trappola criminale (Reindeer Games), regia di John Frankenheimer (2000)
- Bounce, regia di Don Roos (2000)
- Pearl Harbor, regia di Michael Bay (2001)
- Daddy & Them - Una famiglia di pecore nere (Daddy and Them), regia di Billy Bob Thornton (2001)
- Jay & Silent Bob... Fermate Hollywood! (Jay and Silent Bob Strike Back), regia di Kevin Smith (2001) - cameo
- Ipotesi di reato (Changing Lanes), regia di Roger Michell (2002)
- Al vertice della tensione (The Sum of All Fears), regia di Phil Alden Robinson (2002)
- Duetto a tre (The Third Wheel), regia di Jordan Brady (2002)
- Daredevil, regia di Mark Steven Johnson (2003) – Matt Murdock / Daredevil
- Amore estremo - Tough Love (Gigli), regia di Martin Brest (2003)
- Paycheck, regia di John Woo (2003)
- Jersey Girl, regia di Kevin Smith (2004)
- Fahrenheit 9/11, regia di Michael Moore - documentario (2004) - immagini di archivio
- Natale in affitto (Surviving Christmas), regia di Mike Mitchell (2004)
- Il diario di Jack (Man About Town), regia di Mike Binder (2006)
- Clerks II, regia di Kevin Smith (2006) - cameo
- Hollywoodland, regia di Allen Coulter (2006) – George Reeves
- Smokin' Aces, regia di Joe Carnahan (2007)
- La verità è che non gli piaci abbastanza (He's Just Not That Into You), regia di Ken Kwapis (2009)
- State of Play, regia di Kevin Macdonald (2009)
- Extract, regia di Mike Judge (2009)
- The Company Men, regia di John Wells (2010)
- The Town, regia di Ben Affleck (2010)
- Argo, regia di Ben Affleck (2012)
- To the Wonder, regia di Terrence Malick (2012)
- Runner, Runner, regia di Brad Furman (2013)
- L'amore bugiardo - Gone Girl (Gone Girl), regia di David Fincher (2014)
- Batman v Superman: Dawn of Justice, regia di Zack Snyder (2016) – Bruce Wayne / Batman
- Suicide Squad, regia di David Ayer (2016) – cameo; Bruce Wayne / Batman
- The Accountant, regia di Gavin O'Connor (2016)
- La legge della notte (Live by Night), regia di Ben Affleck (2016)
- Justice League, regia di Zack Snyder e Joss Whedon (2017) – Bruce Wayne / Batman
- Jay e Silent Bob - Ritorno a Hollywood (Jay and Silent Bob Reboot), regia di Kevin Smith (2019)
- Triple Frontier, regia di J. C. Chandor (2019)
- Tornare a vincere (The Way Back), regia di Gavin O'Connor (2020)
- Il suo ultimo desiderio (The Last Thing He Wanted), regia di Dee Rees (2020)
- Zack Snyder's Justice League, regia di Zack Snyder (2021) – Bruce Wayne / Batman
- The Last Duel, regia di Ridley Scott (2021)
- Il bar delle grandi speranze (The Tender Bar), regia di George Clooney (2021)
- Acque profonde (Deep Water), regia di Adrian Lyne (2022)
- Jennifer Lopez: Halftime, regia di Amanda Micheli (2022)
- Clerks III, regia di Kevin Smith (2022)
- Air - La storia del grande salto (Air), regia di Ben Affleck (2023)
- The Flash, regia di Andy Muschietti (2023) – Bruce Wayne / Batman
- Hypnotic, regia di Robert Rodriguez (2023)
- The Accountant 2, regia di Gavin O'Connor (2025)

### Regista
- I Killed My Lesbian Wife, Hung Her on a Meat Hook, and Now I Have a Three-Picture Deal at Disney - cortometraggio (1993)
- Gone Baby Gone (2007)
- Gimme Shelter - cortometraggio (2008)
- The Town (2010)
- Argo (2012)
- La legge della notte (Live by Night) (2016)
- Air - La storia del grande salto (Air) (2023)

### Sceneggiatore
- Will Hunting - Genio ribelle (Good Will Hunting), regia di Gus Van Sant (1997)
- Push, Nevada – serie TV (2002)
- Gone Baby Gone, regia di Ben Affleck (2007)
- The Town, regia di Ben Affleck (2010)
- La legge della notte (Live by Night), regia di Ben Affleck (2016)
- The Last Duel, regia di Ridley Scott (2021)

### Produttore
- Crossing Cord, regia di Soren Garcia-Rey - cortometraggio (2001)
- L'ultima estate (Stolen Summer), regia di Pete Jones (2002)
- Speakeasy, regia di Brendan Murphy (2002)
- Project Greenlight - serie TV, 12 episodi (2001-2002)
- Duetto a tre (The Third Wheel), regia di Jordan Brady (2002)
- Push, Nevada – serie TV (2002)
- All Grown Up (2003) - film TV
- Project Greenlight 2 - serie TV, 10 episodi (2003)
- La battaglia di Shaker Heights (The Battle of Shaker Heights), regia di Efram Potelle e Kyle Rankin (2003)
- Project Greenlight 3 - serie TV, 11 episodi (2005)
- Feast, regia di John Gulager (2005)
- Gone Baby Gone, regia di Ben Affleck (2007)
- Reporter, regia di Eric Daniel Metzgar - documentario (2009)
- Argo, regia di Ben Affleck (2012)
- La legge della notte (Live by Night), regia di Ben Affleck (2016)
- Justice League, regia di Zack Snyder (2017), produttore esecutivo
- Tornare a vincere (The Way Back), regia di Gavin O'Connor (2020)
- Zack Snyder's Justice League (2021)
- The Last Duel, regia di Ridley Scott (2021)
- The Batman, regia di Matt Reeves (2022)
- Air - La storia del grande salto (Air), regia di Ben Affleck (2023)
- The Instigators, regia di Doug Liman (2024)
- Inarrestabile (Unstoppable), regia di William Goldenberg (2025)
- The Accountant 2, regia di Gavin O'Connor (2025)

### Doppiatore
- Giuseppe - Il re dei sogni (Joseph: King of Dreams), regia di Rob LaDuca e Robert C. Ramirez (2000)

## Riconoscimenti
- Premio Oscar
  - 1998 – Migliore sceneggiatura originale per Will Hunting - Genio ribelle
  - 2013 – Miglior film per Argo
- Golden Globe
  - 1998 – Migliore sceneggiatura per Will Hunting – Genio ribelle
  - 2007 – Candidatura per il miglior attore non protagonista per Hollywoodland
  - 2013 – Miglior film drammatico per Argo
  - 2013 – Miglior regista per Argo
  - 2022 – Candidatura per il miglior attore non protagonista per The Tender Bar
- Premi BAFTA
  - 2013 – Miglior film per Argo
  - 2013 – Miglior regista per Argo
  - 2013 – Candidatura per il miglior attore protagonista per Argo
- Directors Guild of America Award
  - 2012 – Miglior regista cinematografico per Argo
- National Board of Review Awards
  - 2007 – Miglior regista esordiente per Gone Baby Gone
- Mostra del Cinema di Venezia
  - 2006 – Coppa Volpi per la migliore interpretazione maschile per Hollywoodland
- Blockbuster Entertainment Awards
  - 2000 – Candidatura per il migliore attore in una commedia romantica per Piovuta dal cielo
- Nickelodeon Kids' Choice Awards
  - 2000 – Candidatura per la migliore coppia (con Sandra Bullock) per Piovuta dal cielo
- Teen Choice Awards
  - 2013 – Candidatura per il migliore attore in un film drammatico per Argo

## Doppiatori italiani
Nelle versioni in italiano delle opere in cui ha recitato, Ben Affleck è stato doppiato da:
- Riccardo Rossi in Dogma, Pearl Harbor, Daddy & Them - Una famiglia di pecore nere, Jay & Silent Bob... Fermate Hollywood!, Ipotesi di reato, Duetto a tre, Amore estremo - Tough Love, Jersey Girl, Il diario di Jack, Hollywoodland, La verità è che non gli piaci abbastanza, State of Play, The Town, Argo, To the Wonder, Batman v Superman: Dawn of Justice, Suicide Squad, The Accountant, La legge della notte, Justice League, Jay e Silent Bob - Ritorno a Hollywood, Triple Frontier, Tornare a vincere, Il suo ultimo desiderio, Zack Snyder's Justice League, The Last Duel, Il bar delle grandi speranze, Acque profonde, Air - La storia del grande salto, The Flash, The Accountant 2
- Fabio Boccanera in Vivere fino in fondo, In cerca di Amy, Will Hunting - Genio ribelle, Armageddon - Giudizio finale, Shakespeare in Love, 200 Cigarettes, Piovuta dal cielo, 1 km da Wall Street, Trappola criminale, Bounce, Al vertice della tensione, Daredevil, Paycheck, Natale in affitto, Smokin' Aces, Runner, Runner, L'amore bugiardo - Gone Girl, Hypnotic
- Christian Iansante in Clerks II, Clerks III
- Fabrizio Manfredi in Scuola d'onore
- Claudio Colombo ne La vita è un sogno
- Maurizio Romano in Generazione X
- Roberto Gammino in Phantoms
- Gianluca Crisafi in Extract
- Riccardo Niseem Onorato in The Company Men

Da doppiatore è sostituito da:
- Alessandro Quarta in Giuseppe - Il re dei sogni